# NGC 420
NGC 420 là một thiên hà dạng hạt đậu loại S0 nằm trong chòm sao Song Ngư. Nó được phát hiện vào ngày 12 tháng 9 năm 1784 bởi William Herschel. Nó được Dreyer mô tả là "mờ nhạt, khá nhỏ, tròn, sáng hơn ở giữa".